# Macabre (album)
Macabre è il secondo full-length della band visual kei giapponese Dir En Grey, pubblicato nel 2000.
Il sound si differenzia dal precedente Gauze presentandosi a tratti più heavy e leggermente industrial in alcuni brani, ma soprattutto più sperimentale (per esempio in "Deity" ed in "Berry"). La voce di Kio, inoltre, accenna uno scream, più naturale che tecnico, in alcuni brani (come "Hydra").

## Tracce
1. Deity – 4:15
2. Myaku – 4:05
3. Wake – 5:12
4. Egnirys cimredopyh + an injection – 5:16
5. Hydra – 5:41
6. Hotarubi – 6:06
7. [KR]cube – 4:09
8. Berry – 4:20
9. Macabre -Sanagi no Yume wa Ageha no Hane- – 10:49
10. Audrey – 4:33
11. Rasetsu koku – 3:35
12. Zakuro – 8:37
13. Taiyou no ao – 6:19